# Matt Moulson
Matthew Keith „Matt“ Moulson (* 1. November 1983 in North York, Ontario) ist ein ehemaliger kanadischer Eishockeyspieler und -scout, der im Verlauf seiner aktiven Karriere zwischen 2002 und 2022 unter anderem 666 Spiele für die Los Angeles Kings, New York Islanders, Buffalo Sabres und Minnesota Wild in der National Hockey League (NHL) auf der Position des linken Flügelstürmers bestritten hat. Darüber hinaus absolvierte Moulson annähernd 450 weitere Partien in der American Hockey League (AHL).

## Karriere

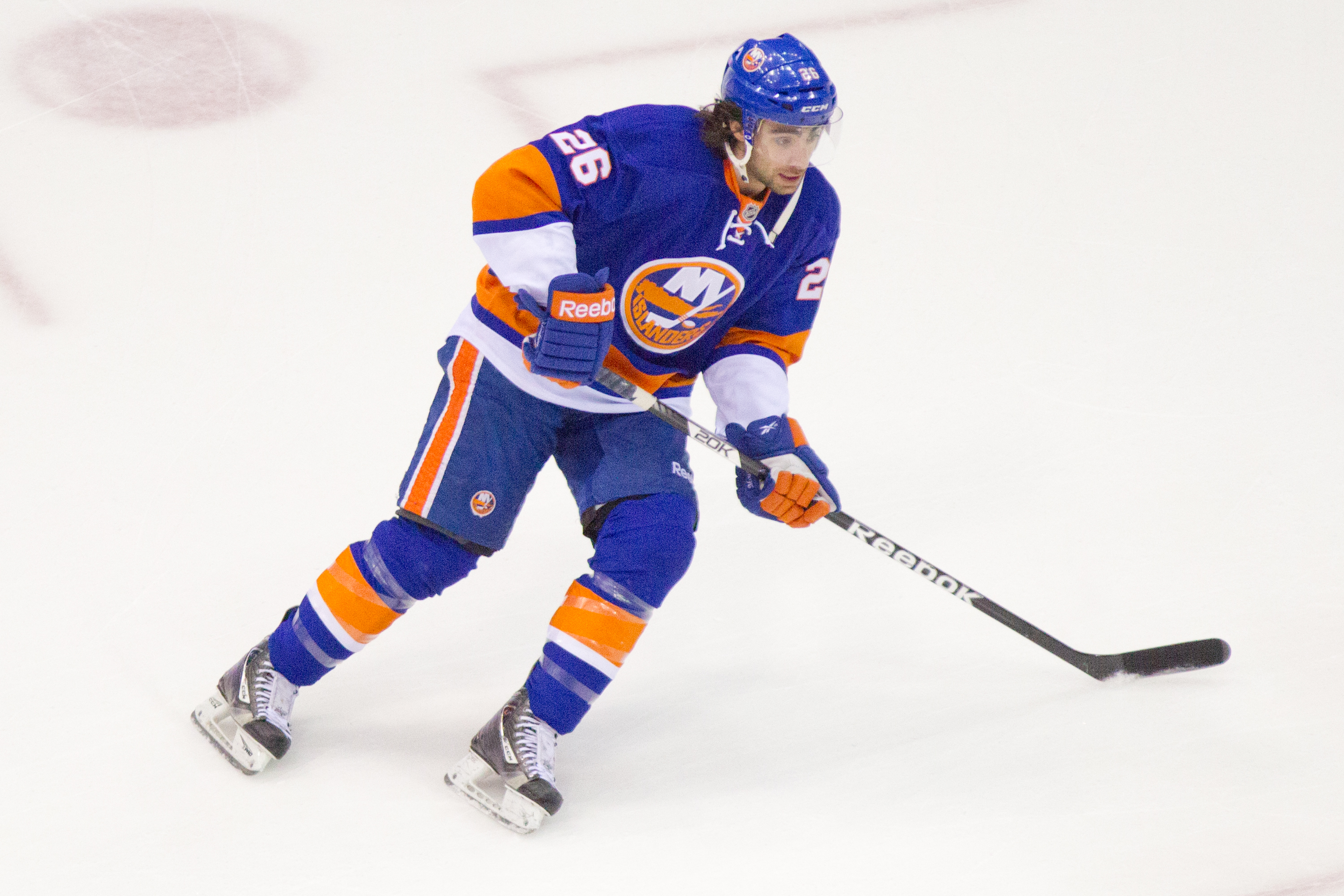
Moulson im Trikot der New York Islanders (2013)

Matt Moulson begann seine Karriere als Eishockeyspieler bei den Springfield Spirit, für die er in der Saison 2001/02 in der US-amerikanischen Juniorenliga North American Hockey League (NAHL) aktiv war. Anschließend spielte der Angreifer vier Jahre lang für die Mannschaft der Cornell University, mit der er 2003 und 2005 jeweils die Meisterschaft der ECAC Hockey gewann. Während seiner Universitätszeit wurde der Linksschütze im NHL Entry Draft 2003 in der neunten Runde als insgesamt 263. Spieler von den Pittsburgh Penguins aus der National Hockey League (NHL) ausgewählt, für die er allerdings nie spielte.
Stattdessen unterschrieb Moulson am 1. September 2006 als Free Agent einen Vertrag bei den Los Angeles Kings, für die er in der Saison 2007/08 sein Debüt in der NHL gab, nachdem er im Vorjahr ausschließlich für Los Angeles’ Farmteam, die Manchester Monarchs, aus der American Hockey League (AHL) auf dem Eis gestanden hatte. Da sich der Kanadier im NHL-Kader der Kings nicht durchsetzen konnte, spielte er in der Saison 2008/09 erneut fast ausschließlich für die Manchester Monarchs in der AHL. Im Juli 2009 unterschrieb Moulson – abermals als Free Agent – einen Vertrag bei den New York Islanders. Nach vier Spielzeiten und 118 Toren in 304 Spielen für die Islanders wurde Moulson im Oktober 2013 im Tausch für Thomas Vanek an die Buffalo Sabres abgegeben. Dabei erhielten die Sabres zusätzlich noch zwei Draft-Wahlrechte, eines für die erste Runde im NHL Entry Draft 2014 sowie ein weiteres für die zweite Runde im NHL Entry Draft 2015. Bei seinem NHL-Debüt für die Sabres am folgenden Tag gelangen Moulson bei der 3:4-Niederlage gegen die Dallas Stars direkt zwei Tore.
Wenige Monate später, im März 2014, wurde Moulson zusammen mit Cody McCormick an die Minnesota Wild abgegeben. Im Gegenzug erhielten die Sabres Torrey Mitchell sowie je ein Zweitrunden-Wahlrecht in den NHL Entry Drafts 2014 und 2016. Am Ende der Saison 2013/14 verlängerten die Wild seinen Vertrag nicht, sodass Moulson – ebenso wie McCormick – zu den Sabres zurückkehrte. Er unterschrieb dort einen Fünfjahresvertrag. Im Dezember 2017 verliehen die Sabres den Angreifer an die Ontario Reign aus der AHL; eine Leihe, die auch mit Beginn der Spielzeit 2018/19 fortgesetzt wurde. Im Juli 2019 unterzeichnete der Stürmer schließlich einen Vertrag bei den Hershey Bears aus der AHL, wo er insgesamt drei Spielzeiten – die beiden letzten davon als Mannschaftskapitän – aktiv war. Im Sommer 2022 beendete der 38-Jährige seine aktive Karriere und war in der Folge ein Jahr als Scout für die Toronto Maple Leafs in der NHL tätig.

## Erfolge und Auszeichnungen
| - 2003 Whitelaw-Cup-Gewinn mit der Cornell University - 2005 Whitelaw-Cup-Gewinn mit der Cornell University - 2005 ECAC First All-Star Team | - 2005 NCAA East Second All-American Team - 2006 ECAC Second All-Star Team - 2020 Teilnahme am AHL All-Star Classic |

## Karrierestatistik
(Legende zur Spielerstatistik: Sp oder GP = absolvierte Spiele; T oder G = erzielte Tore; V oder A = erzielte Assists; Pkt oder Pts = erzielte Scorerpunkte; SM oder PIM = erhaltene Strafminuten; +/− = Plus/Minus-Bilanz; PP = erzielte Überzahltore; SH = erzielte Unterzahltore; GW = erzielte Siegtore; 1 Play-downs/Relegation; Kursiv: Statistik nicht vollständig)